# Cantone di Deuil-la-Barre
Il Cantone di Deuil-la-Barre è una divisione amministrativa dell'Arrondissement di Sarcelles.
È stato istituito a seguito della riforma dei cantoni del 2014, che è entrata in vigore con le elezioni dipartimentali del 2015.

## Composizione
Comprende i comuni di:
- Deuil-la-Barre
- Groslay
- Montmagny
- Saint-Brice-sous-Forêt